# Luca Chiaravalli
Luca Paolo Chiaravalli (Gallarate, 2 maggio 1971) è un compositore, produttore discografico e arrangiatore italiano.
Durante la sua carriera ha ottenuto numerose certificazioni Oro e Platino e le sue qualità sono state premiate diverse volte.

## Carriera
Come autore, arrangiatore e direttore d’orchestra si è aggiudicato due vittorie al Festival di Sanremo, nel 2016 con il brano Un giorno mi dirai degli Stadio e nel 2017 con il brano Occidentali's Karma di Francesco Gabbani, un premio “Mia Martini" per il singolo “pazza” di Loredana Bertè di cui Chiaravalli è autore, arrangiatore, produttore artistico e direttore d’orchestra nel 2024, un premio “Miglior Arrangiamento” e un premio “Sala Stampa Radio – Tv Lucio Dalla” per il singolo Fatti avanti amore di Nek. Ha conquistato inoltre una vittoria a X Factor 2012 con il brano Due respiri di Chiara Galiazzo. Come produttore e arrangiatore si è aggiudicato il primo posto nel premio “Miglior Cover” al Festival di Sanremo 2015 con Se telefonando di Nek e il secondo posto con Un’emozione da poco di Paola Turci al Festival di Sanremo 2017.
Per Loredana Bertè  è co-autore, produttore, arrangiatore e direttore d’orchestra per il brano “pazza” a Sanremo 2024, inoltre è co-autore, produttore e arrangiatore dell’album LiBerté e dei singoli Cosa ti aspetti da me, brano in gara al Festival di Sanremo 2019, Maledetto luna-park e Figlia di... (2021).
Per Eros Ramazzotti è co-autore, produttore e arrangiatore dell’album Noi e Noi due certificato multiplatino con più di 900 000 copie vendute nel mondo e contenente i singoli Un angelo disteso al sole e Fino all’estasi feat. Nicole Scherzinger. È inoltre co-autore dei brani "Il mio amore per te" contenuto nell’album Stilelibero, certificato multiplatino in Italia e altri Paesi e del brano e "Nessuno escluso" contenuto in Ali e radici, certificato platino in Italia e altri Paesi.
Collabora con Francesco Renga nella scrittura di alcuni dei suoi più grandi successi come Meravigliosa, Ci sarai, "Un’ora in più", Dove il mondo non c'è più, "Sto già bene", Cambio direzione, Ferro e cartone, Dimmi, Un giorno bellissimo e Per farti tornare. Sempre con Francesco Renga scrive il brano “Nel nome del padre” contenuto nell’album Camere con vista, che viene interpretato anche da artisti di fama internazionale nella versione “Here Forever” dei Revolution Saints e L'amore si muove de Il Volo.
Collabora con la band Hooverphonic co-scrivendo ed arrangiando insieme ad Alex Callier i singoli “Romantic”,  “Amalfi”, “don’t think”(feat. Ernesto Chiaravalli, padre di Luca), “por favor”, “Uptight”, “Heartbroken”e “I Like the Way I Dance”.
Collabora con Nek come co-autore, produttore e arrangiatore dell’album Prima di parlare, certificato Disco D’Oro e contenente il singolo di successo Fatti avanti amore. Nel 2016 prosegue la sua collaborazione con Nek producendo l'album Unici, certificato Disco D'Oro e firmando come autore molti brani al suo interno. Sempre per Nek, co-produce l’album Il Mio Gioco Preferito – Parte Prima, di cui è co-autore del singolo La Storia Del Mondo.
Per Paola Turci produce gli album Il secondo cuore e “Il secondo cuore - New Edition” ed è co-autore dei singoli Fatti bella per te, La vita che ho deciso e Off-Line. Produce anche l’album Viva da morire ed è co-autore dell’omonimo singolo.
Per Laura Pausini è co-autore del singolo Le cose che non mi aspetto e di "Tutto non fa te" contenuti nell’album Inedito certificato disco di platino con più di 380 000 copie vendute.
È co-autore del brano Inevitabile di Giorgia con Eros Ramazzotti, contenuto nell’album Dietro le apparenze, certificato disco di platino.
Nel 2016, è co-autore di Un giorno mi dirai degli Stadio, brano certificato disco d’oro e vincitore del Festival di Sanremo 2016, del Premio “Sala Stampa Radio – TV” e del Premio “Miglior Musica”. È inoltre co-autore del singolo L'amore mi perseguita di Giusy Ferreri feat. Federico Zampaglione.
Nel 2017 produce l’album Magellano di Francesco Gabbani – certificato platino - ed è co-autore e co-compositore di successi come Occidentali’s Karma, Tra le granite e le granate, Pachidermi e pappagalli e La mia versione dei ricordi.
Nel 2018 co-firma e produce il singolo Così sbagliato de Le Vibrazioni, in gara al Festival di Sanremo, e il singolo Amore Zen.
Nel 2019 è co-autore e produttore del singolo Mi farò trovare pronto di Nek, brano con cui l'artista partecipa al Festival di Sanremo. Nello stesso anno co-scrive insieme a Paola Turci, Edwyn Roberts e Stefano Marletta il singolo L'ultimo ostacolo di Paola Turci, anch'esso in gara al Festival di Saremo. Nello stesso anno è inoltre co-autore e produttore del singolo “Il Pubblico Sei Tu” di Mario Venuti.
Nel 2020 è co-autore del singolo Release Me della band belga Hooverphonic, brano con cui avrebbero dovuto rappresentare il Belgio all'Eurovision Song Contest 2020, di Rotterdam nei Paesi Bassi. Tuttavia, a causa della pandemia di COVID-19, l'evento è stato cancellato. Nello stesso anno produce e co-scrive alcuni brani dell’album Viceversa di Francesco Gabbani certificato platino, tra i quali singoli Il sudore ci appiccica ed “Einstein”; produce il disco Pugili Fragili di Piero Pelù ed è co-compositore dei singoli "Gigante", brano classificatosi quinto al Festival di Sanremo 2020, e "Pugili Fragili". Produce inoltre la cover "Cuore Matto" di Piero Pelù, sempre in gara a Sanremo 2020.
Nella sua carriera, ha co-scritto e co-prodotto dei singoli pubblicati in America come “Slap Myself” di Printz Board e “Kids of a Broken World” di The Whore Moanz.
Durante gli ultimi anni, sono state molto rilevanti anche le sue collaborazioni con X Factor Italia. Oltre al brano Due respiri di Chiara Galiazzo, vincitore dell’edizione 2012 e certificato multiplatino, è coautore di "My Soul Trigger", brano di Davide Shorty finalista dell'edizione 2015. Infine, firma insieme a Chantal Saroldi e Cesare Chiodo "New Dawns" di Gaia Gozzi che si aggiudica il secondo posto a X Factor 2016 e riceve la certificazione di Disco D'Oro per le oltre 15000 copie vendute.
Vanta inoltre molte collaborazioni con artisti nazionali ed internazionali, tra i quali Tiromancino, Annalisa, Biagio Antonacci, Il Volo, Emma Marrone, Noemi, Alessandra Amoroso, Giusy Ferreri, Club Dogo, Giuliano Palma, Lorenzo Fragola, Max Pezzali, Irene Fornaciari, Marco Carta, Anna Oxa, Neri per Caso, Valerio Scanu, Antonino, Anna Tatangelo, Donatella Rettore, Greta, Alessandro Casillo, Hooverphonic, Mousse T, Andy Garcia, Stefaan Fernande, Clouseau, Liset Alea e Ferzan Özpetek.

## Programmi televisivi
- Dalla strada al palco (Rai 2, dal 2022)